# Formós
El papa Formós (vers  816  - 896) va ser el bisbe de Roma i governant dels Estats Pontificis des del 6 d'octubre de 891 fins a la seva mort el 4 d'abril de 896. El seu regnat com a papa va ser problemàtic, marcat per les intervencions en lluites de poder sobre el Patriarcat de Constantinoble, el Regne de Frància Occidental i del Sacre Imperi Romanogermànic. Com que va fer costat a Arnulf de Caríntia contra Lambert de Spoleto, les restes de Formós van ser exhumades i jutjades al Sínode del Cadàver. Diversos dels seus successors immediats estaven principalment preocupats pel polèmic llegat del seu pontificat.

## Biografia

### La carrera eclesiàstica

#### Missions diplomàtiques

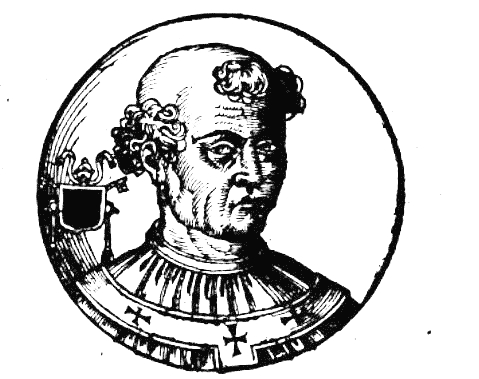
Formós, dibuix extret de Bartolomeo Sacchi, dit el Platina. Vides dels Papes, editat per Onofrio Panvinio, per als tipògrafs Turrini i Brigonci, Venècia, 1663.

Formós va néixer cap a l'any 816 de Lleó a Roma, on va rebre la seva educació. Els primers documents sobre ell es remunten a l'any 864, quan era canonge regular, i es refereixen a la seva consagració com a bisbe de Porto pel papa Nicolau I el Gran, amb la relativa nominació com a cardenal Estimat tant per Nicolau com pel seu successor Adrià II per les seves qualitats intel·lectuals i per la seva fermesa i austeritat de vida, Formós va emprendre missions diplomàtiques a Bulgària (866-867) i França (869 i 872), on va convèncer el rei Carles el Calb perquè fos coronat pel papa. El rei búlgar Borís I estava tan satisfet amb la tasca apostòlica de Formós que va demanar (setembre-octubre de 867) primer al papa Nicolau I i després al papa Adrià II que el nomenessin arquebisbe metropolità de Bulgària, però tots dos papes es van negar perquè els cànons prohibien el trasllat d'un bisbe entre diferents seus.  La negativa dels dos pontífexs va molestar a Boris i el va empènyer a tornar l'Església búlgara sota la jurisdicció eclesiàstica del patriarca de Constantinoble, anul·lant així el dur treball de Formós per apropar els búlgars a l'Església de Roma.

#### Excomunió i reincorporació a l'Església
Ja el desembre de 872, després de la mort d'Adrià II, Formós havia estat candidat a la seu papal, però l'arxidiaca Joan era preferit a ell. Si Joan VIII era l'expressió de la facció "pro-francesa", favorable als carolingis occidentals (Carles el Calb i després Carles el Gros), Formós representava la "pro-germànica". El partit d'oposició a Joan va ser especialment actiu a Roma, i estava dirigit no només per personatges destacats de l'administració civil, sinó també per alts funcionaris i prelats de la cúria, com el mateix Formós. Davant l'escalada dels esdeveniments provocada pels durs enfrontaments que havien tingut lloc a Roma entre les faccions oposades per a la successió al tron imperial, Formós (juntament amb el nomenclator Gregori i el seu gendre Jordi) va abandonar Roma durant la nit entre el 14 i el 15 d'abril de 876.  El 19 d'abril Joan, que havia acusat els seus oponents de conspiració contra l'Estat, va convocar un consell al Panteó en el qual els va ordenar que es presentessin per explicar-ne els motius, i en particular va ordenar a Formós que tornés a Roma, sota pena d'excomunió, amb una llarga sèrie d'acusacions. Els líders de l'oposició, inclòs Formós, van tenir cura de no acceptar el mandat i el 30 de juny Joan, havent convocat un segon concili, va llançar l'excomunió contra tots ells, condemnant-los in absentia. L'agost de 878 Formós , durant un concili celebrat sota la presidència del papa Joan a Troyes, va aconseguir que se li retirés la sentència d'excomunió, amb la condició que fos reduït a l'estat laic i no tornés mai a Roma.
El successor de Joan, el papa Marí I (882-884), era un home bo i pacificador, en contrast amb l'excessiva severitat del seu predecessor, preferint ser més indulgent i pacífic amb els perseguits sota Joan VIII. El mateix Marí, a més, pertanyia al partit pro-germànic i, per tant, va alliberar de l'excomunió a tots aquells membres del clergat que havien estat implicats en la suposada conspiració,  inclòs el mateix Formós, que després de juny de 883 va ser reconfirmat en el seu càrrec com a bisbe de la diòcesi de Porto i va quedar alliberat de les obligacions contretes l'any 8878.
La mateixa clemència i estima cap a Marí també va ser demostrada pels seus successors immediats Adrià III i Esteve V. Aquest últim, en particular, degué la seva elecció al consentiment unànime d'aquella part del clergat, de fe pro-germànica, que estava encapçalada per Formós, que entre altres coses s'encarregava personalment de la consagració del nou papa.

### L'elecció al Soli Pontifici
Després de la mort d'Esteve V (14 de setembre), el 6 d'octubre de 891 Formós va ser elegit papa, gràcies al suport del partit romà pro-germànic i en particular d'Arnulf de Caríntia, rei dels francs orientals (la part germànica del dissolt Imperi Carolingi) i els seus protegits de Friuli van renunciar a la força dels seus protegits d'Itàlia per Guiu, duc de Spoleto, inicialment en bons termes amb Formós, però que ara havia abandonat el partit pro-germànic per crear-ne un de caràcter nacionalista.
El fet que ja fos bisbe d'una altra diòcesi (Portus) hauria d'haver constituït un motiu d'impediment per a la nominació papal, ja que els cànons eclesiàstics de l'època prohibien el trasllat d'un bisbe d'una seu a una altra,  i per tant no podria haver estat elegit bisbe de Roma, però ja no s'havia fet la derogació irregular de Marí I ni la derogació de Marín I contra ell fins després de la seva mort.

### El pontificat

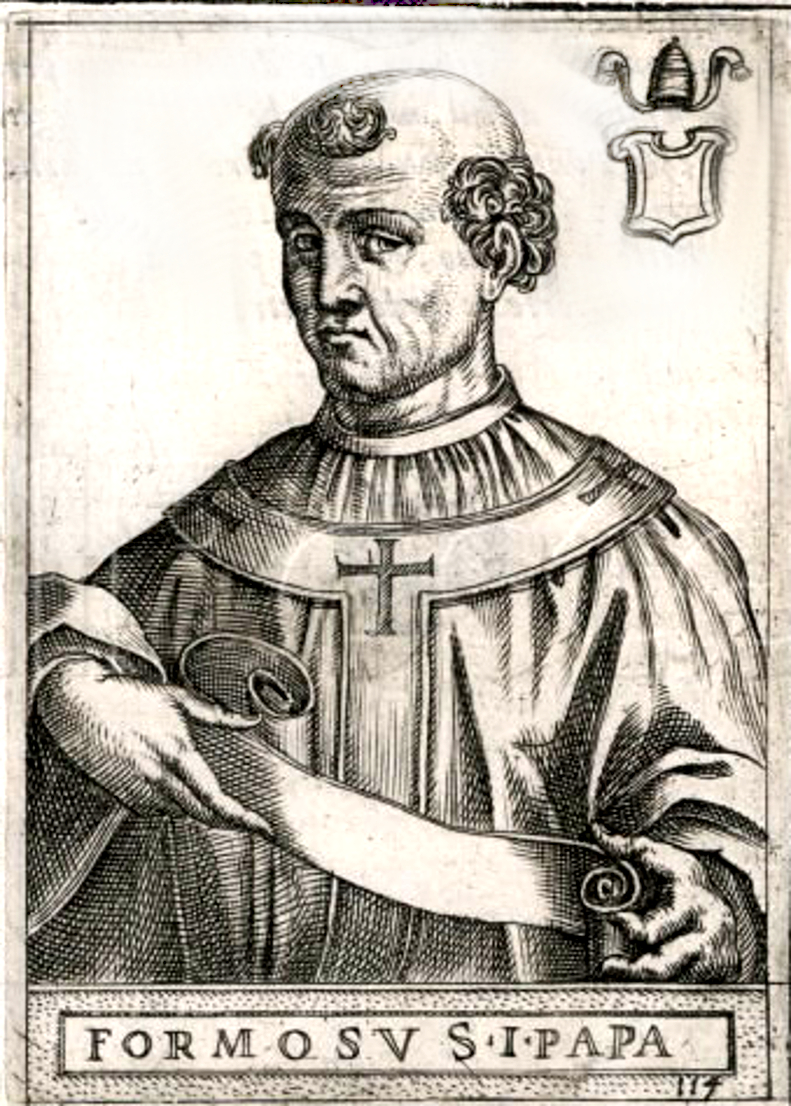
El papa Formós, en un gravat de Cavallieri de 1588

#### La Successió a la Corona carolíngia
En la competició pel tron carolingi (893–898) entre Odó, comte de París i Carles el Simple, Formós es va fer costat a Carles,  que més tard va ser coronat com a Carles III rei dels francs occidentals el 898.

#### Relacions amb Constantinoble
L'any 886 a Constantinoble el patriarca Foci havia estat deposat i el seu lloc havia estat ocupat pel bisbe Esteve I, germà del nou emperador Lleó VI el Savi. Esteve, però, havia estat ordenat diaca pel mateix Foci, i per això el patriarcat ecumènic de Constantinoble havia apel·lat al papa Esteve V pel que fa a la validesa de la seva ordenació El pontífex havia respost que s'havia de considerar nul de ple dret i que els clergues ordenats per Foci (inclòs el nou patriarca) havien d'esmenar i així ser reintegrats en comunió amb l'Església com a laics. Durant les negociacions, però, Esteve V va morir (891) i Formós va optar per seguir la línia del seu predecessor. Alguns estudiosos creuen que el document que conté la determinació de Formós va ser manipulat i que la línia del Papa hauria d'haver estat més equitativa cap als eclesiàstics nomenats per Foci.

#### Relacions amb els pretendents a la Corona Imperial
El partit "italià" va ser liderat a Roma pel diaca Sergi, el futur Sergi III, que veia en els ducs de Spoleto els únics que podien garantir la seguretat de l'Església. Formós, aleshores, no podia fer més que donar suport a la seva causa, atès que, per la distància d'Arnulf i Berenguer, Roma estava a mercè del duc de Spoleto. Per tant, a petició de l'emperador Guiu II de Spoleto, el 30 d'abril de 892 Formós va renovar la seva coronació i, en la mateixa cerimònia, va coronar el seu fill de dotze anys Lambert II com a coemperador a Ravenna.
Guiu, aprofitant el poder de la corona imperial, reiteradament i amb impunitat travessà les fronteres cap als territoris de l'Església, realitzant incursions. La situació amenaçava de provocar desordres a Roma, on els dos partits enfrontats sempre estaven disposats a iniciar els disturbis. Per això el setembre de 893 Formós va enviar legats a la cort d'Arnulf, implorant a l'emperador legítim que alliberés Itàlia dels "dolents cristians". A la primavera del 894 Arnulf va travessar els Alps, però la seva només va ser una acció demostrativa, en la qual va obtenir només l'homenatge obsequiós dels prínceps del centre i nord d'Itàlia, sense cap intervenció contra el poble de Spoleto. Convençut que això n'hi hauria prou, va tornar a Alemanya, permetent a Guiu prendre el control de la situació.
Entre desembre i novembre de 894, Guiu va morir a causa d'una malaltia, deixant el seu fill Lambert II a càrrec de la seva mare Ageltrude, ferotge adversària dels pro-alemanys. Lambert va reclamar immediatament la seva coronació com a emperador, i aquesta vegada a Roma. Formós va intentar guanyar temps, però no va poder fer més que reconfirmar la coronació del 892. Mentrestant, però, va enviar una nova ambaixada a Arnulf que, la tardor del 895 , va baixar de nou a Itàlia, decidit, aquesta vegada, a tancar definitivament l'assumpte i també a prendre el títol de rei d'Itàlia.
Ageltrudis i el partit spolet, indignats pel tomb de cara del Papa, li van jurar un odi etern i van reaccionar: Lambert es va fer fort a Spoleto, esperant Arnolf, mentre la seva mare fomentava la revolta a Roma; el papa va ser capturat i empresonat al Castel Sant'Angelo i els rebels, havent pres el control de la ciutat, es van tancar dins les muralles lleonines disposats a resistir. Arnolf, però, es va imposar: les seves forces van entrar per la Porta San Pancrazio i van alliberar Formoso; Ageltrude es va refugiar a Spoleto. Uns dies més tard, el febrer de 896 (alguns donen la data com al 22), el papa va coronar emperador Arnulf, que aviat va abandonar Roma i es va moure contra el Ducat de Spoleto. Però la paràlisi el va assolir mentre estava en marxa, i es va veure obligat a tornar a Baviera, sense poder continuar la campanya. La situació es va capgirar sobtadament: Formós, que fins aquell moment s'havia sentit fort en la seva aliança amb Arnolf, es va trobar de cop exposat i abandonat als desordres que van esclatar de seguida a Roma, fomentats pel partit spolet que en poc temps havia recuperat el avantatge.

### Mort i enterrament
La seva mort, potser per verí, que el va assolir el 4 d'abril de 896, li va estalviar sens dubte les represàlies dels seus adversaris. Va ser enterrat al recinte vaticà, on va romandre només nou mesos abans de ser exhumat i jutjat.

## El "Sínode del cadàver" i la persecució post-mortem

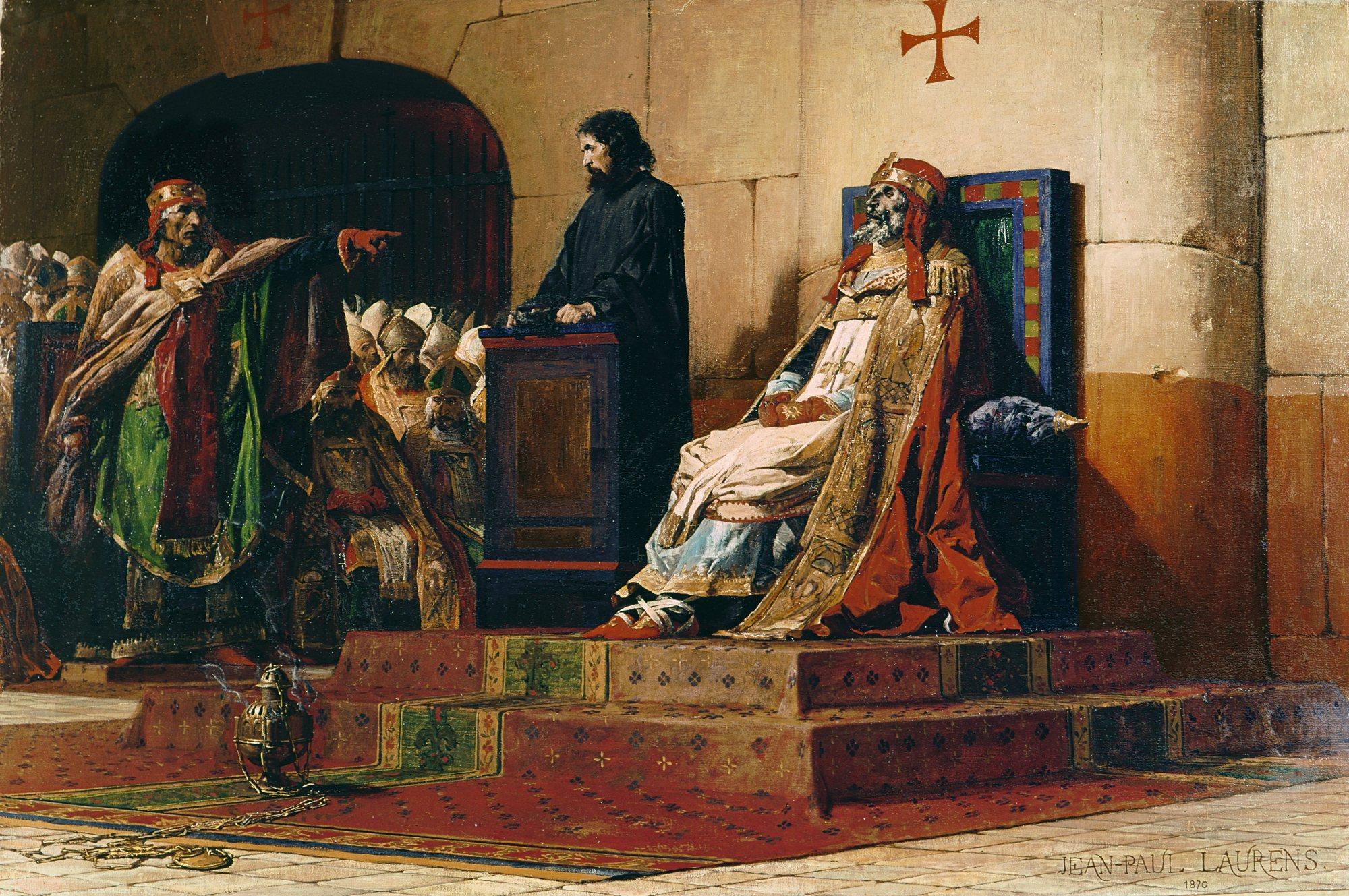
El Papa Esteve VI acusant el difunt Papa Formós, segons Jean-Paul Laurens (1870)

El febrer de 897, encara impulsats per l'odi cap a Formós que havia renunciat a la família Spoleto, i que també havia convocat un rei i un exèrcit estrangers a Itàlia, Lambert i la seva mare Ageltrude van obligar el papa Esteve VI (elegit pel partit de Spoleto) a instituir un judici post mortem contra el difunt papa "; el clergat romà hauria jutjat el pontífex un traïdor.
Aleshores, el cos de Formós va ser exhumat, vestit amb les vestidures papals i col·locat en un tron a la basílica del Laterà per respondre a totes les acusacions que havia fet en aquell moment Joan VIII. A banda del declivi general dels costums i de la moral, fins i tot per part dels més alts càrrecs eclesiàstics, l'única explicació plausible d'aquesta manera de procedir es troba en el procediment judicial germànic, que en la celebració d'un judici requeria la presència del corpus delicti, i que, per tant, permetia també la presència d'un cadàver. Després d'un judici, més semblant a una farsa macabra, en què el mateix papa Esteve va actuar com a acusador, el veredicte va establir que Formós havia estat indigne del pontificat i per tant va ser destituït oficialment, tots els seus actes i mesures van ser anul·lats i els ordes que havia conferit van ser declarades nuls. Aquest darrer aspecte en particular va ser favorable al papa Esteve, que, durant el pontificat de Formós, havia estat nomenat bisbe d'Anagni i, per tant, tampoc ell no podria haver estat elegit per al pontificat; en anul·lar els actes de Formós, la seva nominació episcopal va deixar d'existir i, per tant, també la irregularitat en l'elecció papal d'Esteve.
Se li van arrencar les vestidures, els tres dits de la seva mà dreta, utilitzats per a benediccions, van ser tallats i amb crits salvatges el cadàver va ser arrossegat de la sala i llançat al Tíber. Segons Gregorovius, que també té paraules de clara desaprovació pel "Sínode del cadàver", la sentència podria haver tingut, tanmateix, algun fonament legal en la condemna del llavors bisbe Formós, en el jurament trencat de no tornar mai més a Roma (encara que n'havia estat alliberat pel papa Marí I) i en la seva elevació a pontífex tot i ser ja bisbe.
El cos va viatjar durant tres dies, uns vint quilòmetres, arrossegat pel corrent del riu, fins que va encallar en un marge prop d'Òstia on va ser reconegut per un monjo (es diu que va ser dirigit allà per una visió del difunt pontífex) i amagat pels seus fidels fins que va viure Esteve VI. El desembre d'aquell mateix any, les despulles de Formós van ser retornades al papa Romà (897), i tornades a enterrar a la basílica de Sant Pere pel seu successor, Teodor II (897), que el va col·locar entre les tombes dels apòstols amb una cerimònia pomposa. El papa Joan IX (898-900) va anul·lar el judici contra Formós i tots els seus actes, mentre que el papa Sergi III (904-911), que en el seu temps havia estat un dels principals impulsors del "Sínode del cadàver", va aprovar novament les seves decisions, demanant la reconsagració dels bisbes ordenats per Formós. No obstant això, com que en el transcurs de la seva activitat havien conferit ordes a molts altres eclesiàstics, la presa d'aquesta decisió va resultar extremadament complicada, per la qual cosa es va abandonar l'assumpte. La validesa de l'obra de Formós es va restaurar posteriorment.